# Proantilocapra
Proantilocapra es un género extinto de mamífero artiodáctilo perteneciente a la familia de los antilocápridos, cuyos restos fueron encontrados en estratos de la Formación Ash Hollow en el estado de Nebraska, Estados Unidos, y datan de mediados del Mioceno.